# Papiro di Ossirinco 846
Il Papiro di Ossirinco 846 (P. Oxy. 846 o E 3074) è il frammento di un manoscritto risalente al VI secolo, è uno dei papiri scoperti ad Ossirinco, fu pubblicato nel 1908 da Bernard P. Grenfell and Artur S. Hunt.
Reca Amos 2,6-12 proveniente dalla Septuaginta, la versione in greco della Bibbia ebraica (Tanakh o Vecchio Testamento).
Attualmente è custodito presso la University of Pennsylvania, catalogato come E 3074.